# Supercoupe de France féminine de volley-ball 2023
Navigation
Mulhouse 2022 Rezé 2024
La Supercoupe de France féminine de volley-ball 2023 est la 7e édition de la Supercoupe de France et se dispute le 13 octobre 2023 au palais des sports Robert-Grenon, à Tours.
La rencontre oppose Volero Le Cannet, vainqueur du championnat de France 2022-2023, au Béziers Volley, vainqueur de la Coupe de France 2022-2023.

## Format
La compétition se dispute sur un match simple de 3 sets gagnants (set de 25 points, 2 points d’écart, tie-break en 15 points).

## Diffuseur
La rencontre est diffusée sur BeIn Sports France.

## Effectifs
| Volero Le Cannet                                            | Volero Le Cannet                                            | Béziers Volley                                                | Béziers Volley      |
| ----------------------------------------------------------- | ----------------------------------------------------------- | ------------------------------------------------------------- | ------------------- |
| 1                                                           | Izabela Stimac (L)                                          | 4                                                             | Margaux Bouzinac    |
| 2                                                           | Maeva Schalk                                                | 5                                                             | Taylor Fricano (it) |
| 3                                                           | Viktoria Russu                                              | 6                                                             | Manon Bernard (L)   |
| 4                                                           | Viktoriia Kobzar                                            | 7                                                             | Ella Powell         |
| 5                                                           | Masa Kirov                                                  | 8                                                             | Alicia Ogoms        |
| 6                                                           | Lucie Dekeukelaire (L)                                      | 9                                                             | Serena Gray         |
| 7                                                           | Anna Kotikova                                               | 10                                                            | Juliette Bodinier   |
| 8                                                           | Eva Yaneva                                                  | 11                                                            | Pilar Victoria (en) |
| 9                                                           | Ruta Staniulyte                                             | 13                                                            | Molly Lohman        |
| 11                                                          | Elizaveta Kochurina                                         | 14                                                            | Maëlys Agnese       |
| 12                                                          | Alina Popova                                                | 16                                                            | Laura Miloš         |
| 17                                                          | Anastasia Lyashko (ru)                                      | 17                                                            | Lou-Ann Bastard     |
| 18                                                          | Tiyana Cissé                                                | 18                                                            | Bahia Sentenac      |
| 19                                                          | Lee Da-yeong (en)                                           | 19                                                            | Anna Amoros         |
| Entraîneur : Danilo Pejović Ent. adjoint : Kristian Knudsen | Entraîneur : Danilo Pejović Ent. adjoint : Kristian Knudsen | 21                                                            | Claire Hoffman      |
| Entraîneur : Danilo Pejović Ent. adjoint : Kristian Knudsen | Entraîneur : Danilo Pejović Ent. adjoint : Kristian Knudsen | Entraîneur : Fabien Simondet Ent. adjoint : Yves-Marcel Ndaki |                     |

## Finale
Le Cannet remporte son premier titre dans la compétition à l'issue d'une rencontre nettement dominée. La meilleure marqueuse du match est Viktoria Russu (Le Cannet) avec 18 points inscrits. Elle est également désignée meilleure joueuse.